# Selección femenina de voleibol de Ecuador
La selección femenina de voleibol de Ecuador es el equipo representativo del país en las competiciones oficiales de voleibol. Su organización está a cargo de la Federación Ecuatoriana de Voleibol. Participa en los torneos organizados por la Confederación Sudamericana de Voleibol.